# Forestillinger
Forestillinger er en dansk tv-serie, produceret af DR og instrueret af den prisbelønnede danske filminstruktør Per Fly. Den blev sendt i marts-april, 2007.

## Serien
Serien er i 6 afsnit. Hvert afsnit tager udgangspunkt i én af de 6 hovedpersoners oplevelser, og ser de samme begivenheder fra denne persons synsvinkel. Handlingen udspiller sig i det københavnske teatermiljø i en række intriger mellem hovedpersonerne, som ikke blot er kolleger, men også mere intimt forbundne. Rammen er at de skal uropføre en dramatisering af Shakespeares tragisk-erotiske langdigt Venus og Adonis (en verdenspremiere, da digtet ikke før er blevet dramatiseret).
Instruktøren Per Fly medvirker selv som interviewer af hovedpersonerne i små, pseudo-dokumentariske klip. Man ser ham ikke, men hører blot hans (ofte ret personlige) spørgsmål til den karakter som er det enkelte afsnits hovedperson.

## De seks hovedpersoner/afsnit
Angivet i afsnittenes rækkefølge:
1. Jakob (Mads Wille) – ung skuespiller; affære med Tanja.
2. Tanja (Sonja Richter) – ung skuespiller; Markos kæreste; affære med Jakob; Katrins "papmor".
3. Katrin (Sara Hjort Ditlevsen) – Markos og Evas datter; amatørfotograf.
4. Eva (Pernilla August) – kendt, etableret skuespiller, Markos eks-kone, Katrins mor.
5. Jens (Jesper Christensen) – teaterdirektør, Markos og Evas ven.
6. Marko (Dejan Cukic) – instruktør; Tanjas kæreste; Evas eks-mand; Katrins far; Jens' ven.

## Biroller
Benedikte Hansen, Dag Malmberg, Peder Bille, John Martinus, Harriet Andersson, Peder Holm Johansen, Jacque Lauritsen, Kristian Boland, Pernille Brandstrup, Sophie Secher, Katrine Hedegaard Tuborgh, Thomas Aabye, Jacob Baarsgaard Frederiksen, Morten Kolbak, Rasmus Botoft og Kenneth Kreutzfeldt.